# 3,3-dietilhexano
El 3,3-dietilhexano es un alcano de cadena ramificada con fórmula molecular C10H22.